# Game of drones
Game of drones is een stripverhaal uit de reeks Suske en Wiske. Het is geschreven door Peter Van Gucht en kwam uit op 6 december 2016.

## Personages
In dit verhaal spelen de volgende personages mee:
- Suske, Wiske, Lambik, Jerom, tante Sidonia, professor Barabas, Krimson, Achiel, hoofdgeleerde, bewaker, Vitabref (een spook), Vitamitje, Billie

## Locaties
Dit verhaal speelt zich af op de volgende locaties:
- het huis van tante Sidonia, het nieuwe laboratorium van professor Barabas, KQ-productions in de haven, hoofdkwartier, Vitwana[2]

## Verhaal
Suske speelt met zijn nieuwe drone in de tuin als tante Sidonia ontdekt dat er gekke bulten in de tuin verschijnen. Ze schrikt enorm als ze de stem van Lambik onder de grond hoort en Suske en Wiske volgen de verschijnende bulten tot ze bij een grote heuvel komen. Professor Barabas blijkt een nieuw laboratorium gebouwd te hebben. Hij weet echter niet dat Krimson de aannemer heeft betaald om afluisterapparatuur te plaatsen. Zo ziet Krimson hoe een miniversie van de terranef en Vitamitje binnenkomen. Lambik bestuurt de miniterranef op afstand en professor Barabas legt uit dat hij de drones uit organische onderdelen heeft gebouwd. Hij kan echter nog geen kunstmatig leven scheppen en daarom moeten de drones virtueel bestuurd worden door mensen. De zenuwen van mensen werken met solitonen, een soort geluidsgolven, en een afstandsbediening ook. De techniek maakt het mogelijk om veilig herstellingen te doen aan kerncentrales, te duiken op grote diepte, onderzoek in vulkanen en ruimtemissies. Krimson wil de techniek gebruiken voor op afstand bestuurd oorlogstuig.
Lambik raakt met de miniterranef een waterleiding en de verbinding tussen hen wordt verbroken. Lambik krijgt een elektroshock en reageert anders dan normaal. Krimson schrikt hiervan, omdat hij al klanten met interesse heeft. Zijn hoofdgeleerde wil Vitamitje onderzoeken en Krimson lokt het autootje naar een ijskar en hier geniet het autootje van een ijsje met slaapmiddel. Wiske zoekt Vitamitje, maar is te laat om te zien hoe het autootje wordt ontvoerd. Lambik ontdekt later dat het DNA van Vitamitje op een ijscostokje zit en stelt voor een moleculen-herkenner op een drone te installeren om de sporen van de ijskar te volgen. Vitavliegje wordt bestuurd door Sidonia, Suske bestuurt Vitavitesse en samen gaan ze op zoek. Al snel vinden ze de ijskar met Vitamitje, maar het autootje gaat er vandoor. Inmiddels komt het bouwbedrijf naar het nieuwe laboratorium om de waterleiding te herstellen. Het valt Lambik op dat de mannen wel erg lang bezig zijn en als ze vertrekken, ontdekt hij de geïnstalleerde afluisterapparatuur. 
Vitamitje en Vitavliegje raken gewond en tante Sidonia raakt in shock. Lambik vraagt professor Barabas om een wandeling te maken en buiten vertelt hij over de spionageapparatuur. Ook heeft Lambik ontdekt dat de aannemer niet meer lijkt te bestaan. Hij heeft tape over de camera in de vergaderzaal geplakt, zodat spionnen denken dat het licht uit is. Ook heeft hij de locatie van de ontvanger kunnen achterhalen, het bedrijf KQ-productions zit in de haven. Vitavitesse ontdekt dat Vitamitje nep is, want het autootje zit vol met raderen en veren. Lambik en Jerom komen bij het bedrijf in de haven en ontdekken dat Krimson een war drone met de naam Stunt heeft laten bouwen. Jerom krijgt een combinatie van verschillende plastics en verlopen gruyère over zich heen en dit wordt snel keihard. Lambik waarschuwt zijn vrienden en Wiske bestuurt Gyronetta en het lukt om de vloeistof over Stunt zelf te laten komen. Lambik gaat met de Gyronetta terug naar het bedrijf, maar de Stunt heeft een speciale zeep waarmee de keiharde substantie weer oplost en voorkomt dat Lambik naar binnen kan gaan. 
Er wordt een bom op Lambik afgestuurd, maar het lukt Lambik om deze in het gebouw zelf te laten afgaan. Het gebouw is instabiel en Krimson laat zijn mannen zoveel mogelijk materialen redden. Suske komt met de miniterranef bij Vitamitje en laat het autootje door een tunnel ontsnappen. Het lukt professor Barabas om Jerom te bevrijden uit de substantie, maar Sidonia ligt nog in coma. Professor Barabas wil Vitamitje onderzoeken, maar het autootje blijkt naar het Grote Autokerkhof, Vitwana, te zijn gegaan. Hij wil niet gebruikt worden om met behulp van zijn techniek oorlogstuig te bouwen. Er zal een magische afrit naar Vitwana verschijnen op een verlaten stuk autoweg van de E22. De minigyronef en Vitavitesse geraken door de geluidsbarrière met hoge snelheid. Ze leggen uit wat er aan de hand is en Vitamitje wil Sidonia helpen. Vitabref wil weten waarom de geluidsmuur en de eeuwige stilte is verbroken en vertelt dat je niet meer terug mag uit Vitwana. Dan komt ook Stunt in Vitwana en probeert Vitamitje mee te nemen. Vitabref voorkomt dit met behulp van spookachtig koude adem en is kwaad, omdat de eeuwige rust wordt verstoord. De minigyronef wordt geraakt door een bom en ook Wiske raakt in coma. 
Stunt probeert de eeuwige rust voorgoed te verstoren met sonische golven, maar Vitabref werpt een nieuwe geluidsmuur op. Vitamitje verslaat Stunt en ontdekt dat beide drones beschadigd zijn. Vitamitje beseft dat dit betekent dat zijn vrienden in coma zijn en legt alles uit aan Vitabref. Vitabref laat Vitamitje nu vertrekken met beide beschadigde drones en vertelt nog wel dat het pas over honderd jaar weer mogelijk zal zijn om naar Vitwana terug te komen. Krimson is ook beïnvloed doordat Stunt is geraakt, hij wil alleen nog bloemen kweken. Professor Barabas onderzoekt de fout in de connectie tussen bestuurder en drone en weet dat dit de persoonlijkheid van de slachtoffers blokkeerde. Hij herstelt dit en heeft ook de drones gerepareerd. Jerom leest in het dagboek dat Vitamitje elke dag naar de plek gaat waar de afrit naar Vitwana lag. Het autootje heeft onlangs Billie ontmoet. Dit autootje was ook eenzaam en wilde naar Vitwana reizen, maar ze was te laat. Vitamitje en Billie zijn nu verliefd.